# Deutsche Textservice Nachrichtenagentur
Die dts Deutsche Textservice Nachrichtenagentur GmbH ist eine von etwa 15 Nachrichtenagenturen in Deutschland. Sie hat ihren Sitz in Halle (Saale) und eine Hauptstadtredaktion im Haus der Bundespressekonferenz in Berlin.

## Geschäftsfeld
Die Agentur wurde 2009 gegründet und produziert nach eigenen Angaben rund um die Uhr Nachrichtentexte, Fotos und Videos aus den Bereichen Politik, Wirtschaft, Sport und Vermischtes und beliefert damit insbesondere Medienkunden, die die Inhalte weiterverbreiten. Zu den Abo-Kunden des Textdienstes gehören zahlreiche lokale Nachrichtenportale, aber auch größere Anbieter wie MSN, Finanzportale der Smartbroker Holding oder verschiedene Radiosender wie Radio Osnabrück und die Sender der Radio Group. In der Datenbank GBI-Genios befinden sich rund 300.000 Nachrichtenmeldungen, die von der Agentur produziert wurden.
Die Fotos der dts Nachrichtenagenturen werden unter anderem von den Bildagenturen Imago, ddp images, Shutterstock und dpa Picture Alliance, einer hundertprozentigen Tochtergesellschaft der Deutschen Presse-Agentur, vertrieben und erreichen damit praktisch alle größeren deutschen Medienanbieter. Videos werden ebenfalls von Imago sowie von Action Press weiterverbreitet.
Ferner hat das Unternehmen 2023 die Rechte am Textarchiv der früheren Nachrichtenagentur dapd übernommen und die Artikel teilweise online verfügbar gemacht. Dazu gehören auch Nachrichtentexte an den Vorgängeragenturen ddp und ADN sowie dem von 1947 bis 2009 produzierten deutschsprachigen Dienst der Associated Press, der ebenfalls von dpad übernommen worden war.

## Kontroversen
2025 setzte sich die dts Nachrichtenagentur in einem zwei Jahre andauernden Ombudsverfahren gegen die EU-Statistikbehörde Eurostat durch, die bis dahin ältere Nachrichtenagenturen wie Reuters oder Bloomberg kontinuierlich mit wichtigen Statistikdaten exklusiv vorab mit Sperrfrist beliefert hatte. Die EU-Kommission untersagte Eurostat schließlich diese Vorgehensweise und das Statistikamt kündigte daraufhin an, den Vorabversand komplett einzustellen.